# Унгарци в Уругвай
Унгарците в Уругвай са хора, които са родени в Унгария и живеят в Уругвай или са с унгарски произход.

## Обща информация и история
Унгарците в Уругвай са местна етническа група; техният брой е малък, но значим, около 2000 – 3000 души, от които около 150 са родени в Унгария. 
През 1925 г. е създадено Дружеството на унгароезичните работници в Уругвай. Имат и известно влияние в комунистическата партия на Уругвай.
През 1936 г. унгарските мигранти основават унгарския дом в Уругвай (на унгарски: Uruguayi Magyar Otthon), етническата асоциация на унгарците в страната.
Има и малка еврейско-унгарска общност, която създава своя собствена асоциация през 1920-те години.